# Banassac-Canilhac
Banassac-Canilhac – gmina we Francji, w regionie Oksytania, w departamencie Lozère. W 2013 roku liczba ludności na terenie obecnej gminy wynosiła 1036 mieszkańców. Przez Banassac-Canilhac przepływa rzeka Lot. 
Gmina została utworzona 1 stycznia 2016 roku z połączenia dwóch wcześniejszych gmin: Banassac oraz Canilhac. Siedzibą gminy została miejscowość Banassac.